# Bishop Island
Bishop Island ist eine Insel im kanadisch-arktischen Archipel. Sie liegt 500 m vor der Küste von Baffin Island in der Frobisher-Bucht und gehört zum Territorium Nunavut. Dessen Hauptstadt Iqaluit befindet sich etwa 13 km nordöstlich. Bishop Island ist unregelmäßig geformt, besitzt zahlreiche kleine Seen und ist bis zu 100 m hoch. Der maximale Durchmesser beträgt etwa 6 km. In unmittelbarer Nachbarschaft der Insel liegen Hill Island und Faris Island.
Die Insel wurde vom US-amerikanischen Polarforscher Charles Francis Hall benannt.